# Outes (parroquia)
Outes (llamada oficialmente San Pedro de Outes) es una parroquia y un lugar español del municipio de Outes, en la provincia de La Coruña, Galicia.

## Entidades de población
Entidades de población que forman parte de la parroquia:
- A Carballa
- A Xurisdicción
- Berres
- Boel
- Cambeiro de Abaixo
- Cambeiro de Arriba
- Carleo de Abaixo
- Carleo de Arriba
- Cures
- Lantarou
- Lucil
- Mirás
- Moledo
- O Castelo
- O Couto
- Outes
- O Vilar de Outes
- Río de Outes
- Sande de Abaixo
- Vistaalegre

## Despoblado
- Sande de Arriba

## Demografía

### Parroquia
| Gráfica de evolución demográfica de Outes (parroquia) entre 2000 y 2019 |
|                                                                         |
| Datos según el nomenclátor publicado por el INE.                        |

### Lugar
| Gráfica de evolución demográfica de Outes (lugar) entre 2000 y 2019 |
|                                                                     |
| Datos según el nomenclátor publicado por el INE.                    |